# 41e cérémonie des Filmfare Awards
La 41e cérémonie des Filmfare Awards s'est déroulée en 1996 à Bombay en Inde.

## Palmarès
| Catégorie                                    | Lauréat |
| -------------------------------------------- | --- |
| Meilleur film                                | Dilwale Dulhania Le Jayenge - produit par Yash Chopra - réalisé par Aditya Chopra - avec Shahrukh Khan, Kajol, Farida Jalal, Amrish Puri et Anupam Kher |
| Meilleur réalisateur                         | Aditya Chopra (Dilwale Dulhania Le Jayenge) |
| Meilleur acteur                              | Shahrukh Khan (Dilwale Dulhania Le Jayenge) |
| Meilleure actrice                            | Kajol (Dilwale Dulhania Le Jayenge) |
| Meilleur acteur dans un second rôle          | Jackie Shroff (Rangeela) |
| Meilleure actrice dans un second rôle        | Farida Jalal (Dilwale Dulhania Le Jayenge) |
| Meilleure prestation dans un rôle comique    | Anupam Kher (Dilwale Dulhania Le Jayenge) |
| Meilleure prestation dans un rôle de méchant | Mithun Chakraborty (Jallaad) |
| Meilleur espoir masculin                     | Bobby Deol |
| Meilleur espoir féminin                      | Twinkle Khanna |
| Meilleur compositeur                         | A. R. Rahman (Rangeela) |
| Meilleur parolier                            | Anand Bakshi pour « Tujhe Dekha To » (Dilwale Dulhania Le Jayenge)                                                                                      |
| Meilleur chanteur de playback                | Udit Narayan pour « Mehndi Laga Ke Rakhna » (Dilwale Dulhania Le Jayenge)                                                                               |
| Meilleure chanteuse de playback              | Kavita Krishnamurthy pour « Mera Piya Ghar Aaya » (Yaraana)                                                                                             |
| Meilleure histoire                           | - |
| Meilleur scénario                            | - |
| Meilleurs dialogues                          | - |
| Meilleure photographie                       | Santosh Sivan (Barsaat) |
| Meilleure direction artistique               | - |
| Meilleure chorégraphie                       | Ahmed Khan pour « Rangeela Re » (Rangeela) |
| Meilleur son                                 | - |
| Meilleur montage                             | - |

## Récompenses spéciales
- R.D. Burman Award : Mehboob
- Special Award : Asha Bhosle
- Lifetime Achievement Award : Sunil Dutt, Ashok Kumar et Vyjayanthimala

## Récompenses des critiques
| Catégorie            | Lauréat                  |
| -------------------- | ------------------------ |
| Meilleur film        | Bombay de Mani Ratnam    |
| Meilleure prestation | Manisha Koirala (Bombay) |